# 下末吉
下末吉（しもすえよし）は、神奈川県横浜市鶴見区の町名。現行行政地名は下末吉一丁目から下末吉六丁目。住居表示実施済み区域。1969年（昭和44年）6月1日に廃止された下末吉町（しもすえよしちょう）についてもこの項で述べる。

## 地理
鶴見区の中央部に位置し、南東に北寺尾二丁目・三丁目、西に三ツ池公園、南に諏訪坂、北に上末吉一丁目・二丁目、鶴見川を挟んで東に矢向一丁目、元宮二丁目と接している。

### 面積
面積は以下の通りである。
| 丁目         | 面積（km²） |
| ------------ | ----------- |
| 下末吉一丁目 | 0.131       |
| 下末吉二丁目 | 0.252       |
| 下末吉三丁目 | 0.157       |
| 下末吉四丁目 | 0.090       |
| 下末吉五丁目 | 0.214       |
| 下末吉六丁目 | 0.251       |
| 計           | 1.095       |

### 地価
住宅地の地価は、2023年（令和6年）1月1日の公示地価によれば、下末吉2-15-2の地点で28万4000円/m²、下末吉6-17-10の地点で22万2000円/m²となっている。

## 歴史

### 沿革
かつて横浜市に編入前のこの場所は、橘樹郡旭村大字下末吉であった。
下末吉町
- 1927年（昭和2年）4月1日 - 横浜市に編入。横浜市下末吉町となる[9]。
- 1927年（昭和2年）10月1日 - 横浜市の区制施行により、鶴見区を新設。横浜市鶴見区下末吉町となる[10]。
- 1928年（昭和3年）3月15日 - 耕地整理の実施に伴い、下末吉町の一部を上末吉町、市場町へ編入[10]。
- 1934年（昭和9年）12月30日 - 耕地整理の実施に伴い、下末吉町の一部を上末吉町へ編入[11]。
- 1937年（昭和12年）11月1日 - 耕地整理の実施に伴い、鶴見町、馬場町の各一部を下末吉町に編入、上末吉町との境界を変更する[11]。
- 1939年（昭和14年）1月20日 - 耕地整理の実施に伴い、下末吉町の一部を北寺尾町、鶴見町へ編入[12]。
- 1969年（昭和44年）6月1日 - 住居表示の実施に伴い、下末吉町の一部を上末吉一丁目、上末吉二丁目、梶山一丁目、三ツ池公園、下末吉一丁目、下末吉二丁目、下末吉三丁目、下末吉四丁目、下末吉五丁目、下末吉六丁目、北寺尾町、鶴見町へ編入。下末吉町は廃止となる[13]。

下末吉
- 1969年（昭和44年）6月1日 - 住居表示の実施に伴い、上末吉町、下末吉町、鶴見町、北寺尾町の各一部と市場町の全部を編入し、下末吉一丁目から下末吉六丁目を新設設置[14]。

### 町名の変遷
| 実施後       | 実施年月日               | 実施前（各町名ともその一部）           |
| ------------ | ------------------------ | -------------------------------------- |
| 下末吉一丁目 | 1969年（昭和44年）6月1日 | 下末吉町、鶴見町の各一部               |
| 下末吉二丁目 | 1969年（昭和44年）6月1日 | 下末吉町、鶴見町の各一部、市場町の全部 |
| 下末吉三丁目 | 1969年（昭和44年）6月1日 | 下末吉町の一部                         |
| 下末吉四丁目 | 1969年（昭和44年）6月1日 | 上末吉町、下末吉町の各一部             |
| 下末吉五丁目 | 1969年（昭和44年）6月1日 | 下末吉町、北寺尾町の各一部             |
| 下末吉六丁目 | 1969年（昭和44年）6月1日 | 上末吉町、下末吉町、北寺尾町の各一部   |

## 世帯数と人口
2025年（令和7年）6月30日現在（横浜市発表）の世帯数と人口は以下の通りである。
| 丁目         | 世帯数    | 人口     |
| ------------ | --------- | -------- |
| 下末吉一丁目 | 1,361世帯 | 2,365人  |
| 下末吉二丁目 | 1,130世帯 | 1,974人  |
| 下末吉三丁目 | 980世帯   | 1,822人  |
| 下末吉四丁目 | 1,118世帯 | 1,804人  |
| 下末吉五丁目 | 1,679世帯 | 3,573人  |
| 下末吉六丁目 | 1,390世帯 | 2,804人  |
| 計           | 7,658世帯 | 14,342人 |

### 人口の変遷
国勢調査による人口の推移。
| 年                 | 人口   |
| ------------------ | ------ |
| 1995年（平成7年）  | 16,055 |
| 2000年（平成12年） | 15,109 |
| 2005年（平成17年） | 14,886 |
| 2010年（平成22年） | 14,722 |
| 2015年（平成27年） | 13,929 |
| 2020年（令和2年）  | 14,421 |

### 世帯数の変遷
国勢調査による世帯数の推移。
| 年                 | 世帯数 |
| ------------------ | ------ |
| 1995年（平成7年）  | 6,501  |
| 2000年（平成12年） | 6,373  |
| 2005年（平成17年） | 6,533  |
| 2010年（平成22年） | 6,768  |
| 2015年（平成27年） | 6,782  |
| 2020年（令和2年）  | 7,248  |

## 学区
市立小・中学校に通う場合、学区は以下の通りとなる（2024年11月時点）。
| 丁目         | 番地 | 小学校               | 中学校             |
| ------------ | ---- | -------------------- | ------------------ |
| 下末吉一丁目 | 全域 | 横浜市立下末吉小学校 | 横浜市立末吉中学校 |
| 下末吉二丁目 | 全域 | 横浜市立下末吉小学校 | 横浜市立末吉中学校 |
| 下末吉三丁目 | 全域 | 横浜市立末吉小学校   | 横浜市立末吉中学校 |
| 下末吉四丁目 | 全域 | 横浜市立末吉小学校   | 横浜市立末吉中学校 |
| 下末吉五丁目 | 全域 | 横浜市立末吉小学校   | 横浜市立末吉中学校 |
| 下末吉六丁目 | 全域 | 横浜市立末吉小学校   | 横浜市立末吉中学校 |

## 事業所
2021年（令和3年）現在の経済センサス調査による事業所数と従業員数は以下の通りである。
| 丁目         | 事業所数  | 従業員数 |
| ------------ | --------- | -------- |
| 下末吉一丁目 | 85事業所  | 695人    |
| 下末吉二丁目 | 51事業所  | 925人    |
| 下末吉三丁目 | 48事業所  | 2,457人  |
| 下末吉四丁目 | 52事業所  | 327人    |
| 下末吉五丁目 | 55事業所  | 264人    |
| 下末吉六丁目 | 50事業所  | 444人    |
| 計           | 341事業所 | 5,112人  |

### 事業者数の変遷
経済センサスによる事業所数の推移。
| 年                 | 事業者数 |
| ------------------ | -------- |
| 2016年（平成28年） | 335      |
| 2021年（令和3年）  | 341      |

### 従業員数の変遷
経済センサスによる従業員数の推移。
| 年                 | 従業員数 |
| ------------------ | -------- |
| 2016年（平成28年） | 4,421    |
| 2021年（令和3年）  | 5,112    |

## 行政
- 鶴見消防署末吉消防出張所

## 経済

### 地主
- 『日本紳士録』によると、下末吉の地主は横山がいる[24]。

### 産業

#### 店・企業
| 下末吉一丁目 - 木村質店 - セブンイレブン横浜下末吉1丁目店 - 鶴見石油本社 - 鶴見下末吉町郵便局（日本郵政） - ヤマオカエンタープライズ - ローソンストア100鶴見下末吉一丁目店 - 和興開発 下末吉二丁目 - 協和木材産業 - まいばすけっと下末吉2丁目店 - ローソン鶴見下末吉二丁目店 - 森永製菓鶴見工場 - ヨコヤマスイミングスクール（スイミングスクール） - ヨコヤマスポーツガーデン（ゴルフ練習場） - ヨコヤマ・ユーランド鶴見（温泉） 下末吉三丁目 - タリーズコーヒー済生会東部病院店 - ローソン・スリーエフ済生会横浜市東部病院店 - 横山企業 - 朗月 | 下末吉四丁目 - 手塚電機鶴見店 - 長尾米店 - ファミリーマート下末吉店 - 増田建設 - 吉田ビルディング - 横浜ニューマチック 下末吉五丁目 - ファミリーマート鶴見宮ノ下店 - 中山食品 - 丸安石材工業 下末吉六丁目 - クリエイトエス・ディ鶴見下末吉店 - セブンイレブン三ツ池店 農業 - 農蚕業を営む人物は石塚、角和が、農業を営む人物は小松原、横山などがいた。 |

## 地域
| 下末吉一丁目 - 末吉にこにこ保育園 下末吉二丁目 - 横浜市立下末吉小学校 下末吉三丁目 - 末吉いづみ保育園 下末吉六丁目 - あさひ台幼稚園 - 鶴見どろんこ保育園 - 横浜市立末吉中学校 - 神奈川県立鶴見高等学校 | 下末吉一丁目 - 行政書士山本申請企画 - 西澤博史税理士事務所 - 松澤一仁税理士事務所 下末吉五丁目 - 佐藤重美税理士事務所 |

## 出身・ゆかりのある人物

### 政治家・経済人
- 横山廣治（質業[26]、土地家屋の賃貸、共同火災保険代理店[28]）
- 横山六之助[28]（農業、地主[24]）
- 横山四郎（横山四朗、薬剤師[29]、農業、地主、神奈川県議会議員、横浜市会議員）[24][26][30]
- 横山哲夫（神奈川県議会議員、同議長、朗月代表取締役） - 横山四郎の三男[30]。
- 横山幸一（末吉にこにこ保育園園長、神奈川県議会議員）[31] - 県議時代には脱法ドラッグの対策強化を求めて先頭に立った[31]。

## その他

### 日本郵便
- 郵便番号 : 230-0012[3]（集配局：鶴見郵便局[32]）

### 警察
町内の警察の管轄区域は以下の通りである。
| 丁目         | 番・番地等 | 警察署     | 交番・駐在所 |
| ------------ | ---------- | ---------- | ------------ |
| 下末吉一丁目 | 全域       | 鶴見警察署 | 末吉交番     |
| 下末吉二丁目 | 全域       | 鶴見警察署 | 末吉交番     |
| 下末吉三丁目 | 全域       | 鶴見警察署 | 末吉交番     |
| 下末吉四丁目 | 全域       | 鶴見警察署 | 末吉交番     |
| 下末吉五丁目 | 全域       | 鶴見警察署 | 末吉交番     |
| 下末吉六丁目 | 全域       | 鶴見警察署 | 末吉交番     |

## 関連文献
- 「下末吉村」『新編武蔵風土記稿』 巻ノ66橘樹郡ノ9、内務省地理局、1884年6月。NDLJP:763984/66。